# Emmanuel Trélat

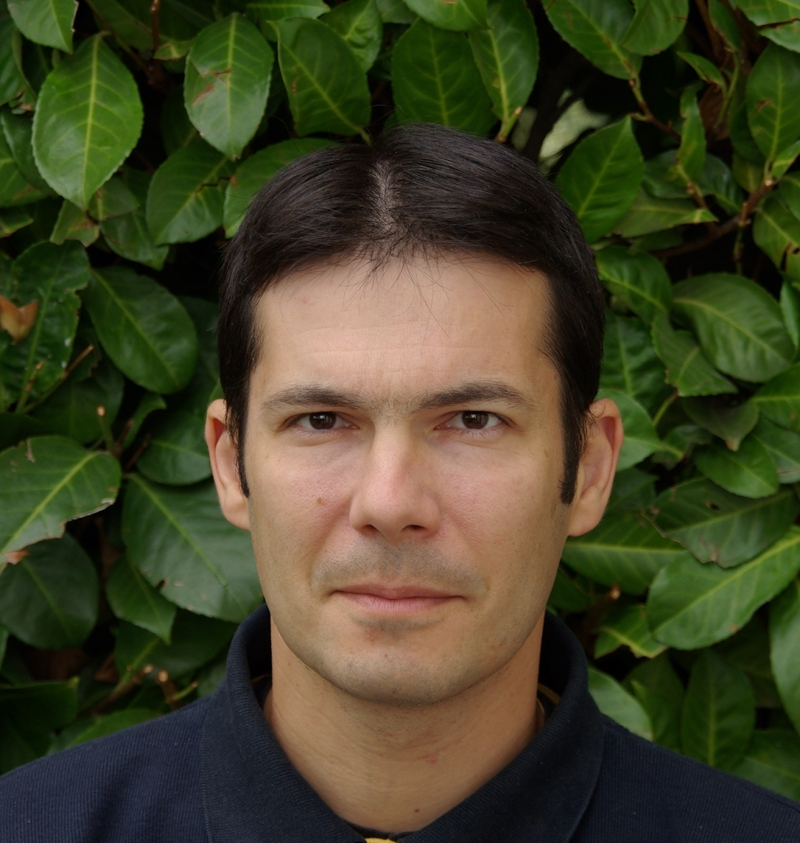
Emmanuel Trélat (2011)

Emmanuel Trélat (* 24. Dezember 1974) ist ein französischer Mathematiker.
Trélat studierte ab 1994 Mathematik an der École normale supérieure de Cachan mit dem Abschluss der Agrégation 1998. 2000 wurde er bei B. Bonnard an der Université de Bourgogne in Dijon promoviert (Etude asymptotique et transcendance de la fonction valeur en controle optimal; catégorie log-exp en géométrie sous-Riemannienne dans le cas Martinet). Ab 2001 war er Maitre de conferences an der Universität Paris-Süd, wo er sich 2005 habilitierte (Controle en dimension finie et infinie). 2006 wurde er Professor an der Universität Orléans. Ab 2011 ist er Professor an der Universität Paris VI (Pierre et Marie Curie) im Labor Jacques-Louis Lions.
Er befasst sich mit Kontrolltheorie sowohl in endlicher als auch in unendlicher Dimension einschließlich numerischer Methoden. Unter anderem befasst er sich mit Anwendungen in der Raumfahrt und Kontrolle in der Hydrodynamik. Weitere Forschungsgebiete sind Sub-Riemannsche Geometrie, Tomographie und Radontransformation, fraktonale Ableitungen und fraktionale Sobolew-Räume.
2012 erhielt er den Felix Klein Prize. 2024 wurde er zum Mitglied der Academia Europaea gewählt.

## Schriften
- Controle optimal: theorie et applications, Vuibert 2005
- mit B. Bonnard, L. Faubourg Mécanique céleste et controle de systèmes spatiaux, Springer Verlag 2006